# Musée municipal de Tallinn
Le musée municipal de Tallinn (estonien : Tallinna Linnamuuseum) est un musée de Tallinn en Estonie.

## Présentation
Le musée regroupe 10 bâtiments :
1. Musée municipal de Tallinn
2. Musée des enfants (et)
3. Hospice de l'église Saint-Jean de Tallinn
4. Kiek in de Kök
5. Musée Miia-Milla-Manda (et)
6. Musée Pierre Ier de Tallinn (et)
7. Musée de la photographie de Raevangla
8. Musée Anton Hansen Tammsaare (et)
9. Musée Eduard Vilde (et)
10. Tour de la Vierge